# Monopoli (stacja kolejowa)
Monopoli (wł: Stazione di Monopoli) – stacja kolejowa w Monopoli, w prowincji Bari, w regionie Apulia, we Włoszech. Położona jesta pomiędzy stacjami Barii i Brindisi, na linii kolejowej Adriatica.
Stacja znajduje się w pobliżu centrum miasta, w zachodniej części Monopoli.